# Atelopus loettersi
Espèce
Atelopus loettersi est une espèce d'amphibiens de la famille des Bufonidae.

## Répartition
Cette espèce est endémique du Pérou. Elle se rencontre dans les régions de Cuzco, de Madre de Dios et de Puno, entre 400 et 1 000 m d'altitude sur le versant amazonien de la cordillère Orientale.

## Description
Atelopus loettersi mesure environ 24 à 27 mm pour les mâles et environ 35 mm pour les femelles. Son dos est brun foncé avec des taches irrégulières vert pâle. Sa gorge est crème et le reste de sa face ventrale jaune pâle.

## Étymologie
Cette espèce est nommée en l'honneur de Stefan Lötters, herpétologiste allemand, qui est notamment à l'origine des photos prises de l'holotype en vie.

## Publication originale
- De la Riva, Castroviejo-Fisher, Chaparro, Boistel & Padial, 2011 : A new species of Atelopus (Anura: Bufonidae) from the Amazonian slopes of the Andes in south-eastern Peru. Salamandra, vol. 47, p. 161-168 (texte intégral).